# Кантемир (город)
Кантеми́р (рум. Cantemir) — город в Молдове, центр Кантемирского района.

## История
Основан в апреле 1973 года. Назван в честь Господаря Молдавского княжества Дмитрия Кантемира, по случаю 300-летия со дня его рождения.
Город вырос из поселка Прутский консервный завод. Прутский консервный завод был построен в трёх километрах от села Кания Леовского района. Его сдача в эксплуатацию состоялась в 1967 году. Изначально планировалось загружать его румынской сельхозпродукцией. Но сотрудничество было прервано. При этом МССР в те времена выращивала столько овощей и фруктов, что проблем с загрузкой завода не было и в положенный срок предприятие вышло на заложенные мощности. (Цит. по: http://kantemir1966.narod.ru/index/0-5
25 марта 1977 года был образован Кантемирский район. В его состав вошла часть сел Леовского и Кагульского районов. Центром района как в промышленном, так и в административном плане, стал Прутский консервный завод, поселок получил название Кантемир, по этому поводу ему был присвоен статус "поселок городского типа".

## География
Расположен на плато на юге республики, вблизи реки Прут, по которой проходит государственная граница с Румынией. Через город проходит республиканская автомобильная дорога R34 Хышчешть-Леова-Кагул Джурджулешты. Город находится в 126 километрах к югу от столицы — Кишинёва, на границе города находится последняя на территории Молдовы железнодорожная станция Прут-II (с ответвлением в Кагул). В связи с тем, что на территории соседней Румынии используется другая ширина колеи, на станции расположены 11 путей русской колеи 1524 мм и 13 путей европейской колеи 1435 мм.

## Население города и района
|          | 2003 год | 2004 год | 2005 год | 2006 год | 2008 год |
| -------- | -------- | -------- | -------- | -------- | -------- |
| Кантемир | 6 800    | 3 872    | 3 900    | 5 100    | 5 144    |
| сёла     | 57 800   | 56 129   | 56 100   | 56 200   | 56 194   |
| Всего:   | 64 600   | 60 001   | 60 000   | 61 300   | 61 338   |

## Промышленность
Винодельческое производство.